# José Chennaux
José Chennaux (Vorst, 13 maart 1917 – Ukkel, 17 april 2007) was een Belgische voetballer en voetbalbestuurder. Hij speelde en werkte in zijn carrière vooral bij de voormalige eersteklasser Royale Union Saint-Gilloise.

## Biografie
Chennaux sloot zich in zijn kindertijd in 1927 aan bij Union. Hij doorliep er de jeugdreeksen en speelde er uiteindelijk van 1941 tot 1947 als linksachter bij het eerste elftal in de hoogste afdeling. Enkel van december 1944 tot 1945 was hij actief als militair bij het Belgisch leger en voetbalde hij in het Engelse Bradford. Daarna keerde hij terug naar Union, waar hij tot 1947 speelde. Hij leek ook dicht te staan bij het nationaal elftal, maar een voetbreuk oplopen bij een contact met de Frans-Marokkaanse sterspeler Larbi Ben Barek hinderde zijn carrière.
Op 10 augustus 1948 werd Chennaux getransfeerd naar Union Scolaire Saint-Gilloise, een satellietclub van Union Saint-Gilloise. Daar speelde hij een seizoen, tot hij in augustus 1949 naar KVG Oostende vertrok. Hij bleef tot juni 1960 actief bij die club. Van november 1961 tot augustus 1964 was hij werkzaam bij White Star AC, om daarna terug te keren naar zijn club Union. Ook daar oefende hij diverse functies uit.
Halverwege de jaren 60 zakte Union enkele seizoenen naar Tweede Klasse en in 1967 lag Chennaux aan de oorsprong van het project "Union 72", een plan om Union terug het Belgische kampioenschap te bezorgen en Europees voetbal te spelen bij het 75-jarig bestaan van de club in 1972. De club keerde in 1968 inderdaad terug in Eerste Klasse, maar het vervolg zou niet zo succesvol verlopen. In de eerste helft van de jaren 70 zakte Union immers weer naar Tweede Klasse en in 1975 zelfs naar Derde.
Na de degradatie en de komst van de nieuwe clubvoorzitter Ghislain Bayet in 1975 vertrok Chennaux naar FC Boom. Omwille van het failliet en de moeilijkheden van Union besliste hij om toch terug te keren in 1977. Chennaux bleef nog bij Union actief tot 1981. Daarna vertrok hij weer naar Boom en later nog naar KFC Diest. In 1985 keerde hij nogmaals terug naar Union. Hij bleef bij de club aangesloten tot 2003.
In zijn carrière was Chennaux ook actief in andere instellingen in het Belgisch voetbal. Zo was hij lid van het Uitvoerend Comité van de Belgische Voetbalbond en was hij een tijd voorzitter van de Nationale Liga, die de eerste- en tweedeklassers groepeerde.